# یواس‌اس واکولا (آی‌دی-۳۱۴۷)
یواس‌اس واکولا (آی‌دی-۳۱۴۷) (به انگلیسی: USS Wakulla (ID-3147)) یک کشتی بود که طول آن ۴۲۳ فوت ۹ اینچ (۱۲۹٫۱۶ متر) بود. این کشتی در سال ۱۹۱۸ ساخته شد.